# Saint-Quentin-sur-Indrois
Saint-Quentin-sur-Indrois är en kommun i departementet Indre-et-Loire i regionen Centre-Val de Loire i de centrala delarna av Frankrike. Kommunen ligger i kantonen Loches som tillhör arrondissementet Loches. År 2022 hade Saint-Quentin-sur-Indrois 492 invånare.

## Befolkningsutveckling
Antalet invånare i kommunen Saint-Quentin-sur-Indrois
Referens:INSEE